# Лацаро
Лацаро је насеље у Италији у округу Ређо ди Калабрија, региону Калабрија.
Према процени из 2011. у насељу је живело 3041 становника. Насеље се налази на надморској висини од -9999 м.